# Ворони (село)
Воро́ни —  село в Україні, у Великорублівській сільській громаді Полтавського району Полтавської області. Населення становить 19 осіб. До 2020 орган місцевого самоврядування — Козлівщинська сільська рада.

## Географія
Село Ворони знаходиться на лівому березі річки Ворскла, вище за течією на відстані 4 км розташоване село Підварівка, нижче за течією на відстані 2,5 км розташоване село Глоди (Диканський район), на протилежному березі - село Слиньків Яр (Диканський район) та Гавронці (Диканський район). Село оточене великим лісовим масивом урочище Коржеві Могили (сосна).

## Історія
12 червня 2020 року, відповідно до розпорядження Кабінету Міністрів України № 721-р «Про визначення адміністративних центрів та затвердження територій територіальних громад Полтавської області», село увійшло до складу Великорублівської сільської громади.
19 липня 2020 року, в результаті адміністративно - територіальної реформи та ліквідації  Котелевського району, село увійшло до складу новоутвореного Полтавського району.

## Населення

### Мова
Розподіл населення за рідною мовою за даними перепису 2001 року:
| Мова       | Кількість | Відсоток |
| ---------- | --------- | -------- |
| українська | 18        | 94.74%   |
| російська  | 1         | 5.26%    |
| Усього     | 19        | 100%     |